# Monción
Monción es un municipio de la República Dominicana, que está situado en la provincia de Santiago Rodríguez. Es uno de los 3 municipios de dicha provincia

## Límites
Municipios limítrofes:
|                                | Norte: Mao                 |                             |
| Oeste: San Ignacio de Sabaneta |                            | Este: San José de las Matas |
|                                | Sur: San José de las Matas |                             |

## Historia
Anteriormente se llamaba Guaraguanó, un nombre proveniente de los Taínos de La Española, debido a que esta localidad era uno de los 14 nitaínos en que se dividía el Cacicazgo de Marien. En 23 de marzo del 1898, el presidente de la República en ese momento, Ulises Heureaux, bajo el decreto n.º 3799 le asignó el nombre de Monción, en honor al héroe de la Guerra de Restauración Dominicana, general Benito Monción. En 1907, Monción se convirtió en el municipio oficial de la provincia de Monte Cristi. Luego, en 1948, cuando se creó la Provincia de Santiago Rodríguez, se convirtió en su municipio. Se encuentra específicamente en la parte suroeste de la provincia.

## Organización territorial
Está formado por el distrito municipal de:
| Nombre  | Código   |
| ------- | -------- |
| Monción | 04260301 |

El distrito está dividido a su vez en secciones y parajes:
| Secciones | Parajes |
| --------- | --- |
| Gurabo    | Las Mesetas, Cepillo, Cañada Grande, El Chipero, Monte Higüero, Mata del Dajao, Gurabito, Las Eneas, Luis Gómez, Los Barrancones. |
| Mamoncito | La Patilla, Hato Viejo, Veladero, Bulla, Arroyo de Bulla, La Chorrera, Los Picones.                                               |
| Rodeo     | La Loma, Loma del Tanque, Durán, Asiento Frío, La Alameda, Botoncillo, Los Cacaos, Los Cercadillos.                               |
| Cacique   | Los Pinos, Mata Grande. |

## Demografía
Para el año 2010, la proyección demográfica era de 11.753 habitantes; de los cuales 6,069 corresponden al sexo masculino y 5,684 al sexo femenino.

## Economía
Su principal fuente económica es la producción de Casabe de yuca, siendo este municipio, el mayor productor de este producto en el país, por este motivo se le conoce como la capital del casabe.

## Turismo

### Presa de Monción
El principal atractivo turístico es la Presa de Monción. Fue inaugurada el 22 de septiembre del 2001, por el presidente de la República en ese momento, Hipólito Mejía.
Tiene diferentes objetivos, los cuales son: abastecer de agua al municipio, a las poblaciones cercanas y a sector de agricultura. Además, la generación de energía eléctrica y el turismo.
En el año 2003, esta obra fue premiada con el Premio Internacional Puente de Alcántara, como la mejor obra iberoamericana, por su belleza estructural, su impacto social y los beneficios que aporta al país.

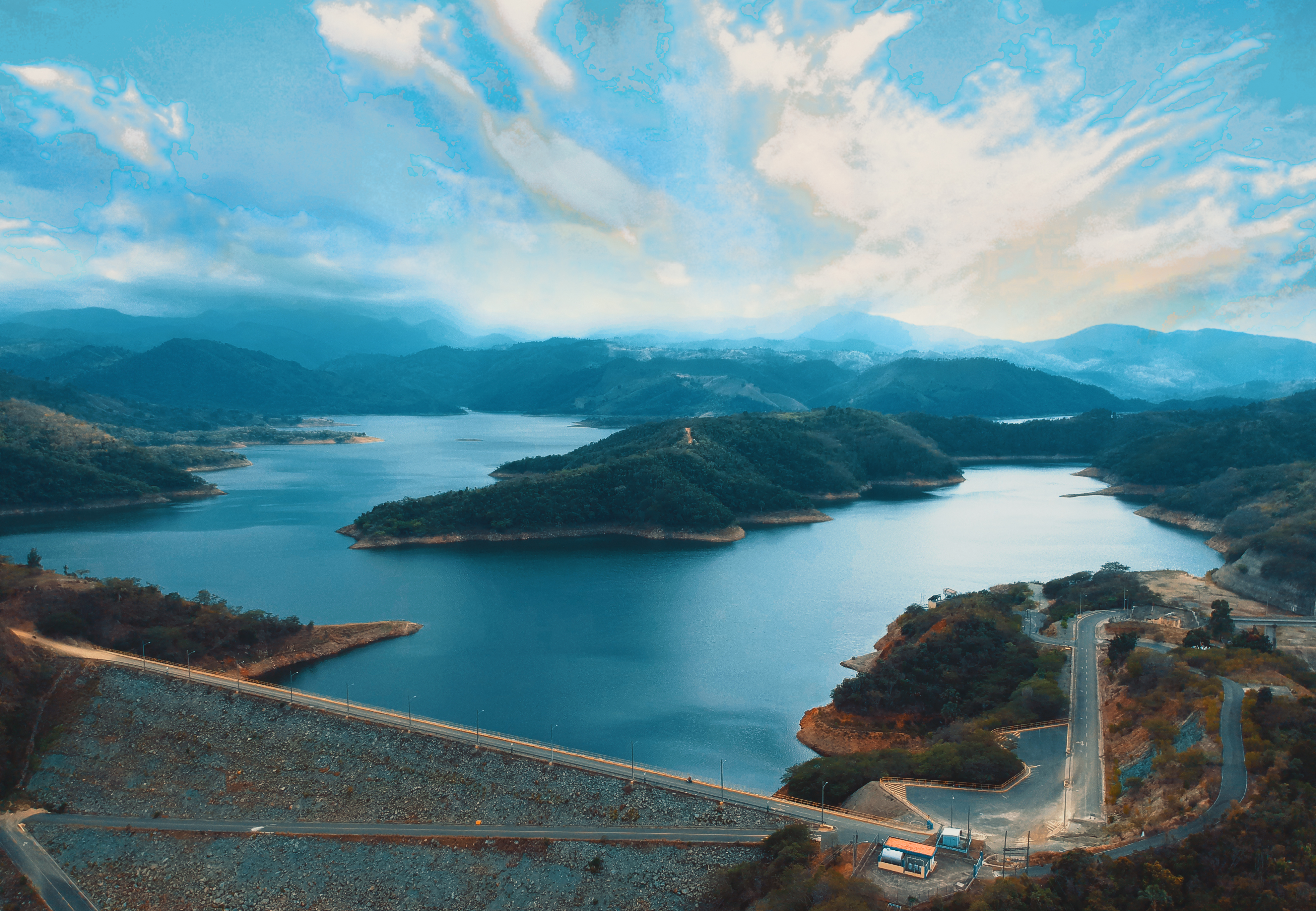
Vista panorámica de la presa de Monción, febrero de 2020.

### Ruta del Casabe.
Como parte de su tradición y cultura, en Monción se ofrece además un turismo comunitario que permite conocer la Ruta del Casabe, una manera de hacer un turismo vivencial de como se fabricaba este producto insignia de este pueblo desde la era precolombina y como ha desarrollado esta industria hoy en día hasta convertir fábricas de exportación a nivel internacional. 

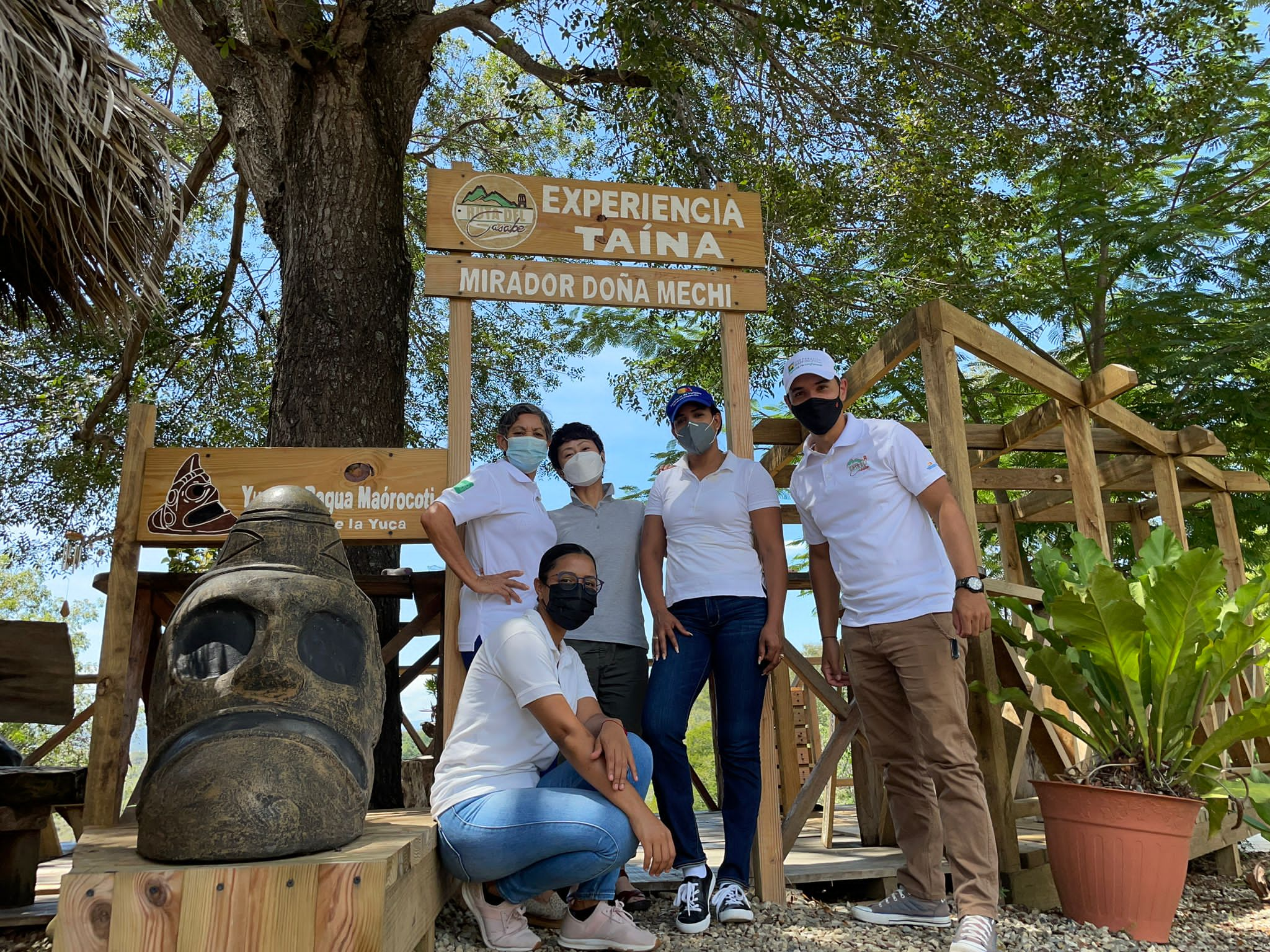
Elaboración de Casabe de manera artesanal en un Buren en la Ruta del Casabe

Entre las experiencias turísticas comunitarias que se pueden hacer en esta ruta están la experiencia Taína o artesanal, en donde el visitante puede hacer su casabe de manera tradicional en un Buren y conocer distintas herramientas que usaban los taínos para elaborarlo. También la experiencia innovación, en donde el visitante puede ver la transformación e industrialización que ha tenido el procesamiento, contrastando fácilmente la diferencia entre cada experiencia en la Ruta del Casabe. 

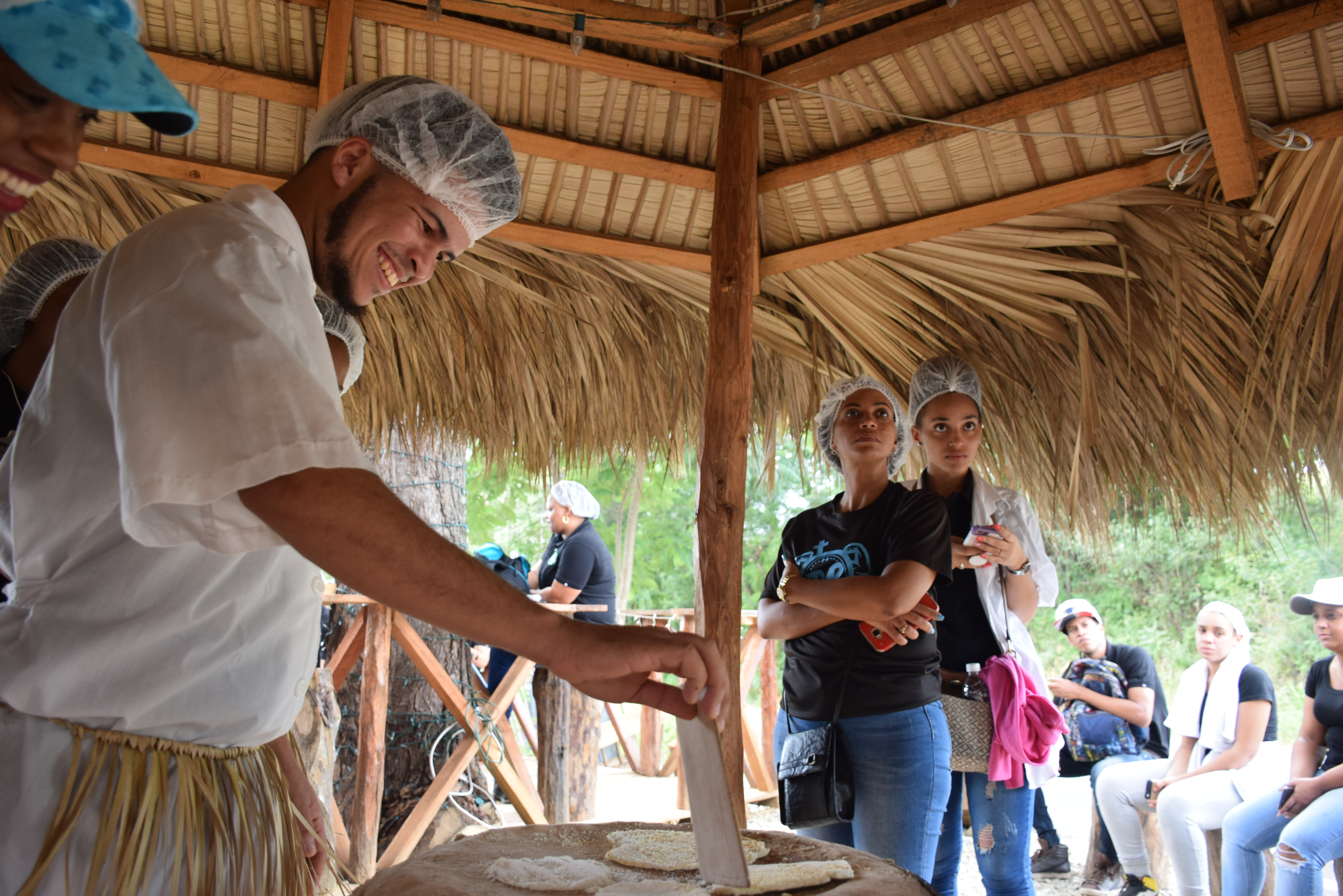
Elaboración de Casabe de manera artesanal en un Buren en la Ruta del Casabe

#### Otros lugares de interés.
- Parque nacional José Armando Bermúdez
- Hidroeléctrica de Monción.
- Parque nacional Piky Lora.
- Parque mirador Manolo Tavárez Justo
- Salto de Jicomé.
- Río Mao.
- Cueva de Clavijo
- La Noria
- Río Toma
- Mirador Presa Monción
- Contraembalse Presa Monción
- Restos arqueológicos y restos marinos Parque Piki Lora

## Cultura y religión

#### Fiestas Patronales
El municipio de Monción cuenta con tradiciones de muchos años. En el año 1887 se iniciaron las populares Fiestas Patronales de ámbito religioso y cultural, en honor a San Antonio de Padua. Estas fiestas se celebran cada año por 9 días, entre el 9 de junio al 18 del mismo mes.
El 12 de junio se realiza un gran desfile por las principales calles, donde se integran todas las comunidades.
El 13 de junio es el día del patrón San Antonio de Padua, la fecha más importante en esta localidad. Se conmemora una misa en su honor, además de cantos populares, juegos tradicionales, presentaciones artísticas con talentos locales y ventas de productos típicos en el parque central del municipio.
En el año 1912, el músico dominicano Ñico Lora, compuso un merengue en honor a San Antonio de Padua y al pueblo moncionero, el cual se titula: "San Antonio".

#### Carnaval Moncionero
Otra tradición que se celebra cada año, es el carnaval moncionero, para principios del mes de marzo durante tres días. En esta celebración se llevan a cabo presentaciones artísticas, comparsas y un desfile donde se integra diferentes localidades cercanas.

#### Religión.
Gran parte de la población es Católica. Por tal razón, aquí se encuentran importantes lugares religiosos:
- Parroquia San Antonio de Padua, ubicada frente al parque municipal.
- Monasterio Carmelitas, en los Pinos, Cacique.[14]
- Seminario Menor Nuestra Señora de las Mercedes, ubicado en el sector de Rodeo.
- El Santura del Divino Niño, ubicado en el sector de Barrio Nuevo.[13]
- Centro Salesianos Padre César del Santo, ubicado en Cacique.[15]
- Capilla Santa Ana, ubicado en la comunidad de Cacique.[13]

## Educación

### Centros Educativos
Centros educativos del municipio:
- Liceo Secundario Juan Pablo Duarte
- Escuela La Trinitaria
- Escuela Profesor Juan Bosch
- Escuela Anastacio Valle
- Escuela La Cacique
- Liceo Juan José Rodríguez
- Liceo Yisel del Carmen Arias
- Escuela Eugenia María Rodríguez
- Liceo Superior Salomé Ureña
- Centro de Enseñanzas Girasol Primavera
- Escuela Laboral San Antonio de Padua
- Escuela Hato Viejo
- Escuela La Meseta
- Escuela El Rodeo
- Escuela Juan Vélez
- Escuela Cenoví
- Escuela El Aguacate

## Medios de comunicación

#### Radios
- La Kalle 96.3

#### Televisión
- Con Sabor a Pueblo TV
- Telecable Sabaneta Canal 10
- Municipio Monción TV

#### Páginas web
- Losmoncioneros.com
- Municipiomoncion.com

## Salud
- Hospital Municipal de Monción.[17]
- Clínica Dr. Morel[4]